# Herbert Baddeley
Pour les articles homonymes, voir Baddeley.
Herbert Baddeley, né le 11 janvier 1872 à Bromley et décédé le 20 juillet 1931 à Cannes en France, est un joueur de tennis britannique.
Il a remporté Wimbledon à plusieurs reprises, en double avec son frère jumeau Wilfred.

## Grand Chelem
Wimbledon
- Vainqueur (double) : 1891, 1894, 1895, 1896
- Finaliste (double) : 1892, 1897.